# Collegio di Gordon and Buchan
Gordon and Buchan è un collegio elettorale scozzese della Camera dei comuni del Parlamento del Regno Unito. Elegge un membro del Parlamento con il sistema first-past-the-post, ossia maggioritario a turno unico; rappresentante del collegio, dal 2024, è la conservatrice Harriet Cross.

## Estensione
Il collegio comprende i seguenti ward dell'Aberdeenshire:
- East Garioch, Ellon and District, Huntly, Strathbogie and Howe of Alford, Inverurie and District, Mid-Formartine, Turriff and District, West Garioch che provengono dal precedente collegio di Gordon
- Central Buchan, Turriff and District provenienti dal precedente collegio di Banff and Buchan

## Membri del parlamento
| Elezione | Elezione | Deputato      | Partito      |
| -------- | -------- | ------------- | ------------ |
|          | 2024     | Harriet Cross | Conservatore |

## Risultati elettorali

### Elezioni negli anni 2020
| Partito                    | Partito                                         | Candidato                  | Risultati 4 luglio 2024 | Risultati 4 luglio 2024 |
| Partito                    | Partito                                         | Candidato                  | Voti                    | %                       |
| -------------------------- | ----------------------------------------------- | -------------------------- | ----------------------- | ----------------------- |
|                            | Conservatore                                    | Harriet Cross              | 14 418                  | 32,88                   |
|                            | SNP                                             | Richard Thomson            | 13 540                  | 30,88                   |
|                            | Lib Dem                                         | Conrad Wood                | 7 307                   | 16,66                   |
|                            | Laburista                                       | Nurul Hoque Ali            | 4 686                   | 10,69                   |
|                            | Reform UK                                       | Kris Callander             | 3 897                   | 8,89                    |
|                            |                                                 |                            |                         |                         |
| Iscritti                   | Iscritti                                        | Iscritti                   | 69 605                  | 100,00                  |
| ↳ Votanti (% su iscritti)  | ↳ Votanti (% su iscritti)                       | ↳ Votanti (% su iscritti)  | 43 848                  | 63,00                   |
| ↳ Astenuti (% su iscritti) | ↳ Astenuti (% su iscritti)                      | ↳ Astenuti (% su iscritti) | 25 757                  | 37,00                   |
|                            |                                                 |                            |                         |                         |
|                            | Esito: collegio a Conservatore (nuovo collegio) |                            |                         |                         |